# Gilad Shalit

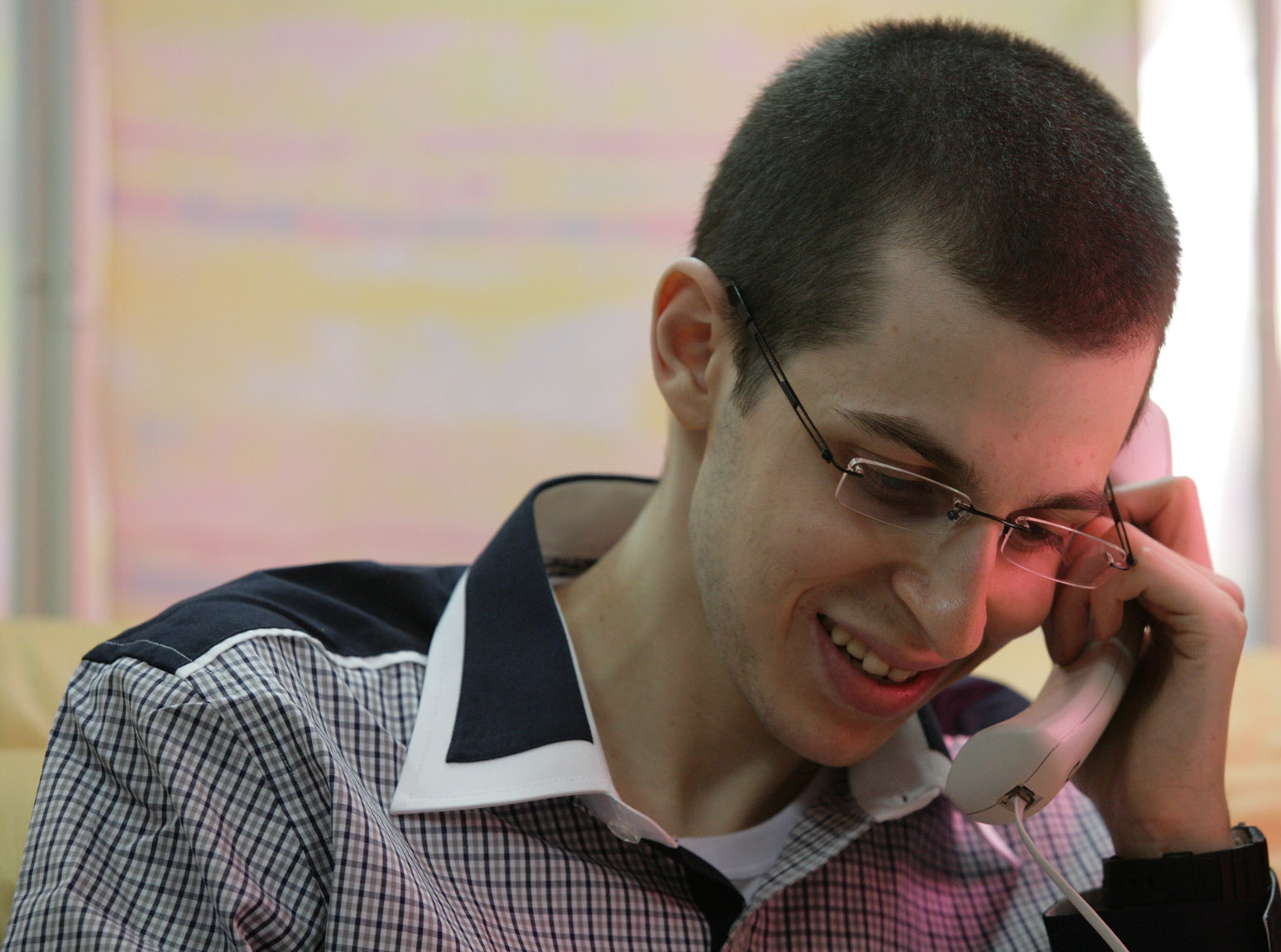
Gilad Shalit talar med sina föräldrar strax efter frigivningen.

Gilad Shalit, född 28 augusti 1986 i Nahariya i Norra distriktet, är ett israeliskt underbefäl (korpral) i den israeliska armén och som tillfångatogs av Hamas den 25 juni 2006. Han kommer från Mitzpe Hila i västra Galileen och har franskt och israeliskt medborgarskap. Shalit blev 2006 den förste israeliska soldat att tillfångatas av palestinier sedan 1994. 
Tidigt på morgonen den 25 juni 2006 tillfångatogs Shalit vid en armépostering i Israel, belägen utmed gränsen till Gazaremsan. Palestinska milismän hade tagit sig över gränsen via en tunnel nära Kerem Shalom-övergången i södra Gazaremsan. Under attacken blev två israeliska soldater och två palestinier dödade och fyra andra skadade (inklusive Shalit).
Hamas krav var att minst 1000 palestinier som sitter i israeliska fängelser skulle släppas i utbyte mot Shalit.
När Gilad var 11 år gammal skrev han en berättelse om en haj och en fisk som blir vänner. Berättelsen har blivit bok och lästs upp av 11-åringar i en skola i New York.
Shalit utväxlades  18 oktober 2011 i utbyte mot 477 palestinska fångar. Israel hade förbundit sig att släppa ytterligare cirka 550 palestinska fångar, vilket skedde i december 2011.